# Physospermum commutatum
Physospermum commutatum är en flockblommig växtart som beskrevs av Spreng.. Physospermum commutatum ingår i släktet Physospermum och familjen flockblommiga växter. Inga underarter finns listade i Catalogue of Life.